# François Frichon Duvignaud de Vorys
François Frichon Duvignaud de Vorys est un homme politique français né le 15 août 1800 à Magnac-Laval (Haute-Vienne) et mort le 7 janvier 1885 à Chitray (Indre).

## Biographie
Avocat à Limoges en 1824, il est bâtonnier en 1845. Il est député de la Haute-Vienne de 1848 à 1851, siégeant à gauche.